# Kanton Cambrai
Kanton Cambrai (francouzsky Canton de Cambrai) je francouzský kanton v departementu Nord v regionu Hauts-de-France. Tvoří ho 27 obcí. Zřízen byl v roce 2015.

## Obce kantonu
| - Abancourt - Anneux - Aubencheul-au-Bac - Bantigny - Blécourt - Boursies - Cambrai - Cuvillers - Doignies - Escaudœuvres - Eswars - Estrun - Fontaine-Notre-Dame - Fressies | - Haynecourt - Hem-Lenglet - Mœuvres - Neuville-Saint-Rémy - Paillencourt - Proville - Raillencourt-Sainte-Olle - Ramillies - Sailly-lez-Cambrai - Sancourt - Thun-l'Évêque - Thun-Saint-Martin - Tilloy-lez-Cambrai |